# Zuzana Čaputová
Zuzana Čaputová z domu Strapáková (wym. [ˈzuzana ˈtʂaputɔʋaː]; ur. 21 czerwca 1973 w Bratysławie) – słowacka polityk, działaczka społeczna i prawniczka, w latach 2018–2019 wiceprzewodnicząca partii Postępowa Słowacja. W latach 2019–2024 prezydent Słowacji, będąca pierwszą kobietą w historii Słowacji pełniącą tę funkcję.
Przed objęciem urzędu prezydenta pracowała jako prawniczka, praktykowała w zawodzie adwokata. Współtworzyła i była wiceprzewodniczącą liberalnego ugrupowania Postępowa Słowacja. Działała także w sektorze pozarządowym, współpracując ze stowarzyszeniem obywatelskim VIA IURIS, zajmującym się wzmacnianiem praworządności i promowaniem sprawiedliwości. W 2016 jako prawniczka obywatelskiej inicjatywy, której celem było zamknięcie składowiska odpadów w Pezinoku, otrzymała Nagrodę Goldmanów. Problemem tego wysypiska zajmowała się kilkanaście lat. W 2017 ogłosiła odejście z zespołu VIA IURIS, planując dalszą działalność zawodową przy kwestiach związanych z ochroną środowiska.

## Życiorys

### Młodość i wykształcenie
Zuzana Čaputová urodziła się w Bratysławie, lecz znaczną część życia spędziła w Pezinoku. Jej matka Katarína Strapáková pracowała w administracji, ojciec Štefan Strapák był dyrektorem oddziału firmy ubezpieczeniowej. Jej starszy brat Daniel Strapák również zaangażował się w działalność Postępowej Słowacji w Pezinoku.
Ukończyła szkołę podstawową i gimnazjum w Pezinoku, a w 1996 studia prawnicze na Wydziale Prawa Uniwersytetu Komeńskiego w Bratysławie.

### Działalność zawodowa

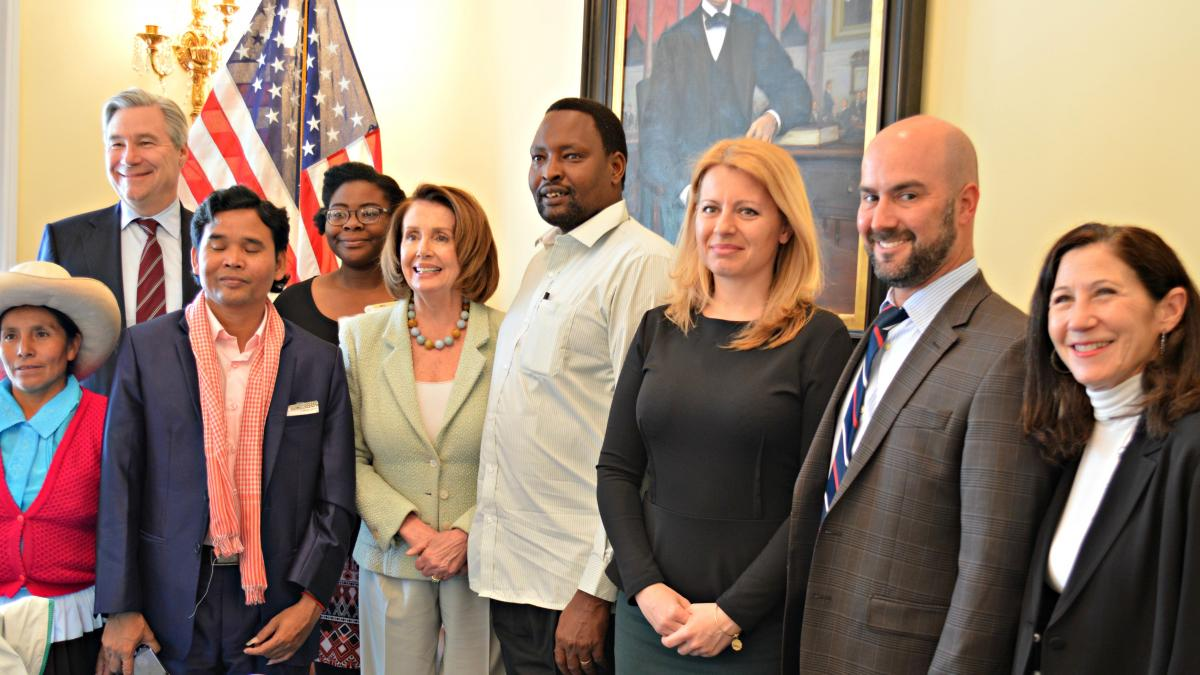
Zuzana Čaputová (trzecia od prawej) z Nancy Pelosi i innymi laureatami Nagrody Goldmanów za 2016

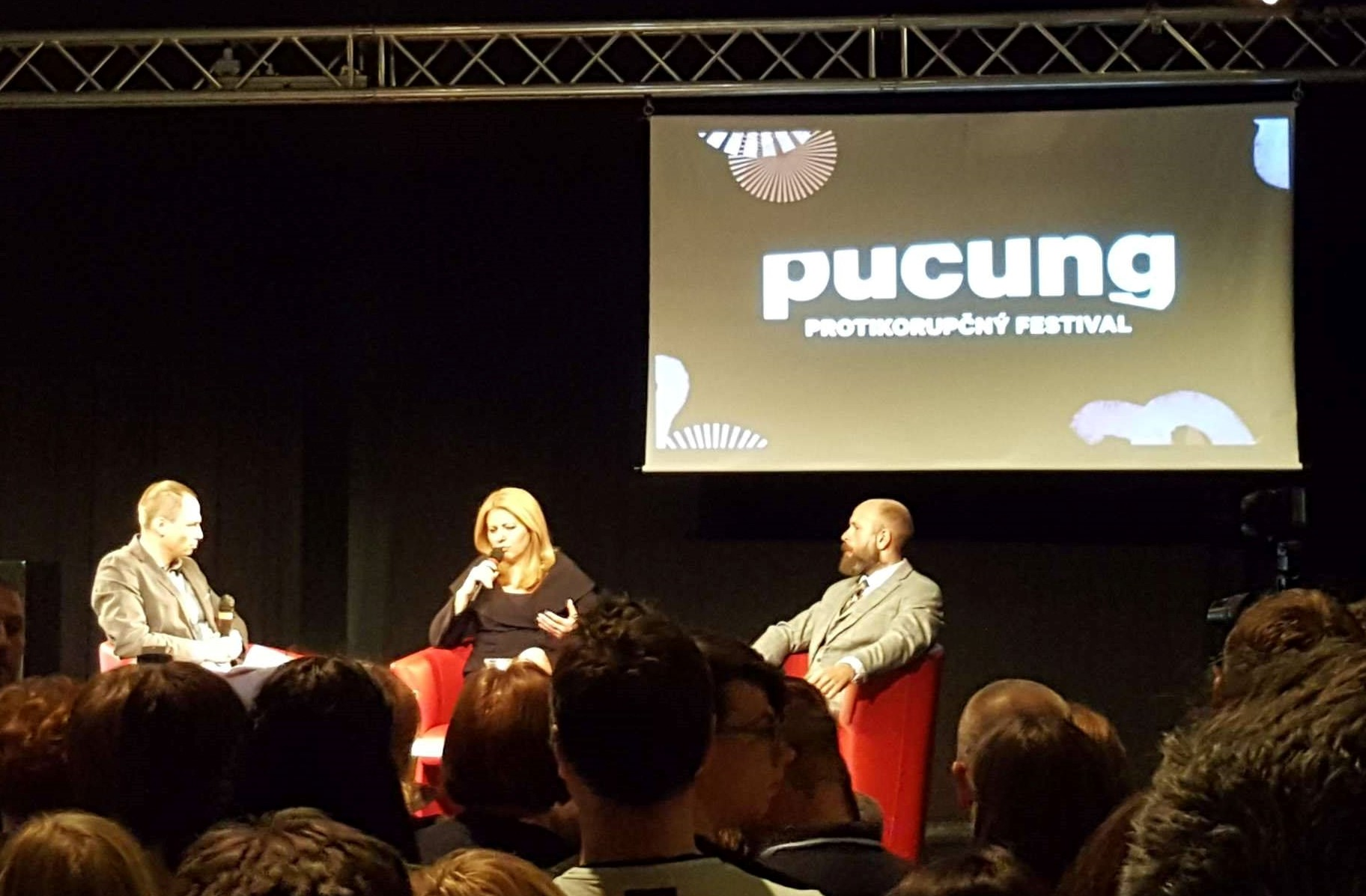
Zuzana Čaputová na debacie w ramach panelu antykorupcyjnego w Koszycach w 2019

Jeszcze podczas studiów oraz po ich ukończeniu pracowała w administracji lokalnej w Pezinoku, najpierw jako asystentka w wydziale prawnym urzędu miasta, później jako zastępczyni naczelnika tego urzędu.
Następnie pracowała w sektorze organizacji pozarządowych, gdzie zajmowała się kwestiami dotyczącymi administracji publicznej i problemu przemocy wobec dzieci. Następnie kierowała projektem w stowarzyszeniu „EQ Klub”. W latach 1998–1999 odbyła cykl szkoleń dla trenerów zarządzania, certyfikowany przez amerykańską agencję USAID. W 1999 ukończyła szkolenie z zakresu mediacji akredytowane przez słowackie ministerstwo edukacji.
Przygotowywała się do wykonywania zawodu adwokata u prawników Evy Kováčechovej (2005–2009), Zuzany Dlugošovej (2007–2009) oraz Tomáša Kamenca (2009–2010).
Od lutego 2010 do marca 2019 praktykowała jako adwokat. Następnie zawiesiła działalność, a 22 marca 2019 na własną prośbę została skreślona z listy adwokatów z powodu planów zaangażowania się w działalność polityczną.
W latach 2001–2017 współpracowała ze stowarzyszeniem obywatelskim VIA IURIS. Zajmowała się kwestią praworządności i promowania sprawiedliwości. Zajmowała się takimi kwestiami jak funkcjonowanie sądownictwa, odpowiedzialność urzędników publicznych, przejrzystość w zarządzaniu mieniem publicznym oraz wzmocnienie kontroli nad władzami publicznymi. Jako dyrektor programowa VIA IURIS była zaangażowana w działania na rzecz zniesienie tzw. amnestii Vladimíra Mečiara. Pracowała wówczas nad największą w historii Słowacji petycją. 27 marca 2017 pod petycją do Rady Narodowej złożono 76 831 podpisów. We wrześniu 2017 Zuzana Čaputová ogłosiła odejście z zespołu VIA IURIS, koncentrując się na praktyce adwokackiej, deklarując jednocześnie dalszą aktywność na rzecz ochrony środowiska.
Jest autorką lub współautorką kilku publikacji, została członkinią Environmental Law Alliance Worldwide (ELAW).

### Sprawa wysypiska odpadów w Pezinoku
W Pezinoku przez ponad dziesięć lat prowadziła publiczną kampanię przeciwko zezwoleniu na założenie kolejnego wysypiska śmieci, które zanieczyszczałoby glebę, powietrze oraz wodę w mieście i w okolicy. Ostatecznie w 2013 Sąd Najwyższy orzekł, że nowe składowisko jest nielegalne. Wyrok ten zapadł po orzeczeniu Trybunału Sprawiedliwości Unii Europejskiej, który potwierdził prawo społeczeństwa do udziału w podejmowaniu decyzji w sprawach dotyczących środowiska.
W 2016 za tę działalność Zuzana Čaputová została uhonorowana Nagrodą Goldmanów, przyznawaną za znaczący wkład w dziedzinie ochrony środowiska przez międzynarodowe jury z udziałem ekspertów.

### Początki działalności politycznej
W 2010 została wybrana do rady miejskiej Pezinoku jako kandydatka niezależna. Mandat radnej wykonywała do 2014.
W grudniu 2017 ogłosiła przystąpienie do powstającego ruchu politycznego Postępowa Słowacja, a w styczniu 2018 została wybrana na wiceprzewodniczącą tego ugrupowania. W marcu 2019, po pierwszej turze wyborów prezydenckich, złożyła rezygnację z funkcji wiceprzewodniczącej, a w maju tego samego roku wystąpiła o skreślenie jej z listy członków Postępowej Słowacji.

### Wybory prezydenckie w 2019

#### Kandydatura i kampania wyborcza

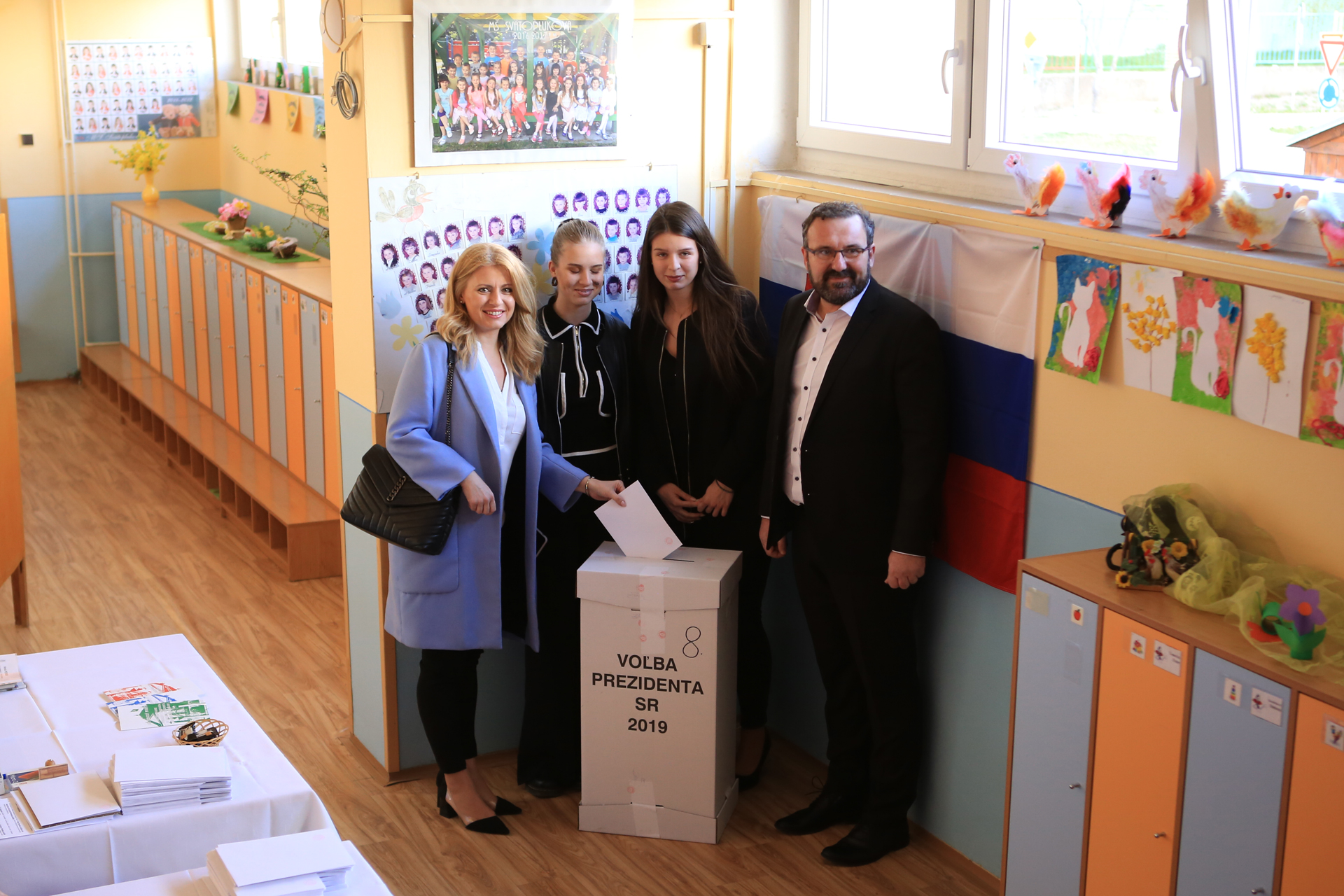
Zuzana Čaputová z córkami i ówczesnym partnerem podczas drugiej tury wyborów prezydenckich w Pezinoku

Na konferencji prasowej 29 maja 2018 ogłosiła swoją kandydaturę na prezydenta Słowacji w wyborach w 2019. Jako jeden z powodów startu wskazała zabójstwo dziennikarza Jána Kuciaka i jego partnerki Martiny Kušnírovej. Nie uważała swojej płci za przeszkodę w wyborach.
Wymagane do rejestracji swojej kandydatury podpisy złożyła w styczniu 2019. W lutym oficjalnie poparł ją zajmujący wysokie miejsce w sondażach Robert Mistrík, który zrezygnował z kandydowania. Wsparcie dla kandydatki deklarował też nieubiegający się o reelekcję prezydent Andrej Kiska. Poza własnym ugrupowaniem ostatecznie do głosowania na nią wezwały też partie Wolność i Solidarność, Zwyczajni Ludzie i SPOLU.
W trakcie kampanii wyborczej Maroš Šefčovič publicznie podnosił wątpliwości co do prawidłowości i dopuszczalności prowadzenia przez nią działalności gospodarczej w trakcie odbywania aplikacji adwokackiej. Zuzana Čaputová stwierdziła, że konkurent błędnie interpretował stan prawny, który w tamtym czasie był odmienny. Nie złożyła jednak zawiadomienia do słowackiej adwokatury o zamiarze prowadzenia działalności gospodarczej podczas aplikacji, jednakże w tamtym czasie nie funkcjonowała jeszcze komisja zajmująca się takimi wnioskami.

#### Program wyborczy
W swoim programie wyborczym deklarowała pilne działania na rzecz natychmiastowych i systemowych zmian w policji, prokuraturze i sądownictwie. Uważała również, że policja musi funkcjonować jako niezależna instytucja, oddzielona od wpływów politycznych i kierowana przez profesjonalistę. Argumentowała, że prokuratura powinna zostać przekształcona w instytucję kontrolowaną publicznie. Deklarowała również działania na rzecz osób starszych, aby więcej z tych wymagających pomocy spędzało czas w ramach opieki domowej lub w mniejszych placówkach. Zamierzała wywierać stałą presję na władze krajowe i regionalne, by te zwiększały budżet na publiczne usługi opiekuńcze i wynagrodzenia w tym sektorze.
Podkreślała, że ochrona środowiska nie może pozostawać tylko tematem politycznym. Krytykowała działania rządzących zezwalających na masowe i często jej zdaniem nielegalne pozyskiwanie drewna przez określone grupy biznesowe. Zapewniała chęć dążenia do zachowania określonego obszaru ekologicznego jako strefy bez interwencji.
Opowiedziała się za związkami partnerskimi. W wywiadzie dla dziennika „SME” skłaniała się ku możliwości adopcji dzieci przez pary homoseksualne. W kwestii prawa do aborcji opowiadała się za utrzymaniem status quo.

#### Wyniki głosowania
W pierwszej turze z 16 marca Zuzana Čaputová zajęła pierwsze miejsce z wynikiem 40,6%; kolejny z konkurentów, komisarz europejski Maroš Šefčovič, uzyskał 18,7% głosów. W drugiej turze wyborów z 30 marca zdobyła 1 056 582 głosy (58,4%), wygrywając w 36 powiatach. Maroš Šefčovič uzyskał 752 403 głosy (41,59%), zwyciężając w 13 powiatach; spośród krajów wygrał tylko w kraju preszowskim.

#### Działalność przed objęciem urzędu

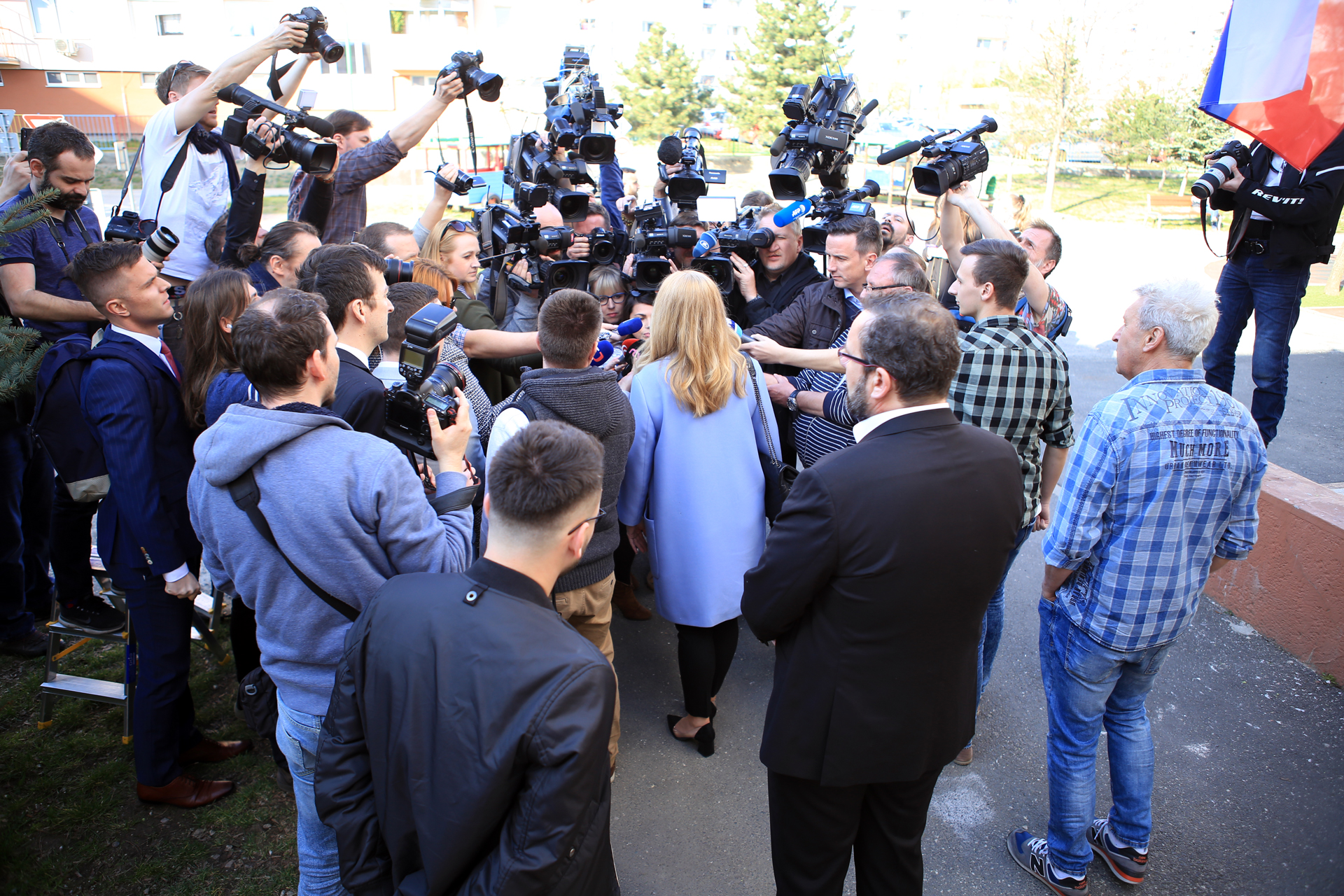
Zuzana Čaputová udzielająca wywiadów po drugiej turze wyborów prezydenckich

Przed prezydencką inauguracją m.in. rozmawiała telefonicznie z premierem Kanady Justinem Trudeau i sekretarzem generalnym NATO Jensem Stoltenbergiem. Prezydent Francji Emmanuel Macron zaprosił ją do złożenia wizyty w Paryżu. Przygotowywała się do objęcia stanowiska prezydenta w biurach zaoferowanych jej przez ustępującego prezydenta Andreja Kiskę.
9 maja 2019 została sfotografowana w siedzibie agencji prasowej TASR przez Pavla Neubauera celem sporządzenia oficjalnego portretu prezydenta. 15 maja 2019, dokładnie na miesiąc przed terminem inauguracji, rozpoczęto drukowanie znaczka pocztowego z jej podobizną; projekt przygotował malarz Vladislav Rostoka, a portret przyszłej prezydent wykonał fotograf Peter Konečný.
28 maja 2019 przedstawiła listę swoich najbliższych współpracowników, wśród których znaleźli się dziennikarze Marián Leško (jako doradca do spraw poltyki wewnętrznej) i Martin Strižinec (jako rzecznik prasowy). Kilka dni później ogłosiła listę kolejnych doradców, wśród nich pojawiła się socjolog Zuzana Kusá jako doradca do spraw społecznych. Zuzana Čaputová postanowiła powołać nowy zespół doradców do spraw mniejszości narodowych, którego skład przedstawiła 7 czerwca 2019. W gronie tym znaleźli się m.in. przedstawiciele mniejszości węgierskiej, rusińskiej i romskiej.

### Prezydent Słowacji

#### Inauguracja

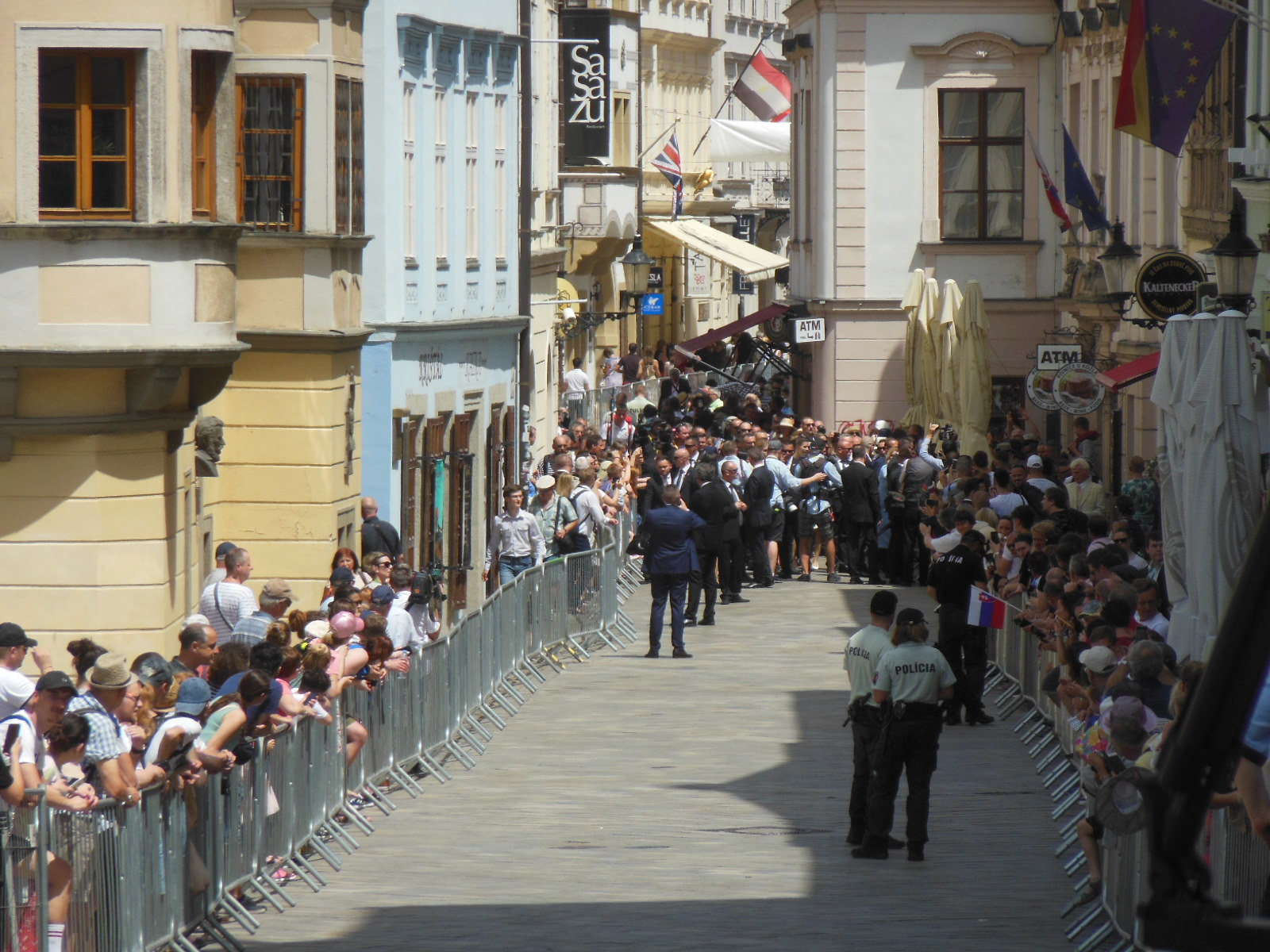
Mieszkańcy Bratysławy w oczekiwaniu na nową prezydent w trakcie uroczystości inauguracyjnych

Prezydencka inauguracja odbyła się 15 czerwca 2019 w bratysławskiej Reducie. Na uroczystym posiedzeniu Rady Narodowej Zuzana Čaputová o 12:07 złożyła przed prezesem Sądu Konstytucyjnego Republiki Słowackiej przysięgę przewidzianą w słowackiej konstytucji. Do zaprzysiężenia doszło z siedmiominutowym opóźnieniem. Wynikało ono z nieoczekiwanego wystąpienia przewodniczącego Rady Narodowej Andreja Danki, które wywołało pewne kontrowersje wokół tego, kto był wówczas głową państwa. Protokolant Ladislav Špaček stwierdził, że nikt nim nie jest. Z kolei Peter Kubina, nowy doradca Zuzany Čaputovej do spraw konstytucyjnych, uznał, że Andrej Kiska pozostawał prezydentem do czasu złożenia przysięgi przez następcę. Podobne oświadczenie wydała Rada Narodowa.
Następnie odbyły się defilada wojskowa, spacer do katedry św. Marcina, ekumeniczne nabożeństwo, symboliczne przejęcie urzędu i pałacu, obiad z seniorami w Pałacu Prezydenckim, złożenie kwiatów pod pomnikiem w Devínie i na grobie Michala Kováča oraz uroczyste przyjęcie. Przyjęcie odbyło się w Reducie, gdyż część Zamku Bratysławskiego została wynajęta na koncert, przez co uznano, że zapewnienie bezpieczeństwa byłoby utrudnione.

#### Początki urzędowania
Po objęciu urzędu Zuzana Čaputová 18 czerwca spotkała się z przewodniczącym Rady Narodowej Andrejem Danką, a następnie z premierem Peterem Pellegrinim. Prezydent porozumiała się z tym ostatnim co do regularnych spotkań. Na zorganizowanej konferencji prasowej dziennikarze otrzymali możliwość zadawania pytań prezydent, co nie miało miejsca w przypadku konferencji jej poprzednika.
Jeszcze tego samego dnia doszło do pewnego sporu politycznego w związku z oświadczeniem Roberta Ficy co do kwestii wyboru odpowiedniej liczby kandydatów na sędziów Sądu Konstytucyjnego.
Również 18 czerwca 2019 Zuzana Čaputová powołała swoich przedstawicieli w Radzie Sądownictwa Republiki Słowackiej.

#### Wizyty zagraniczne

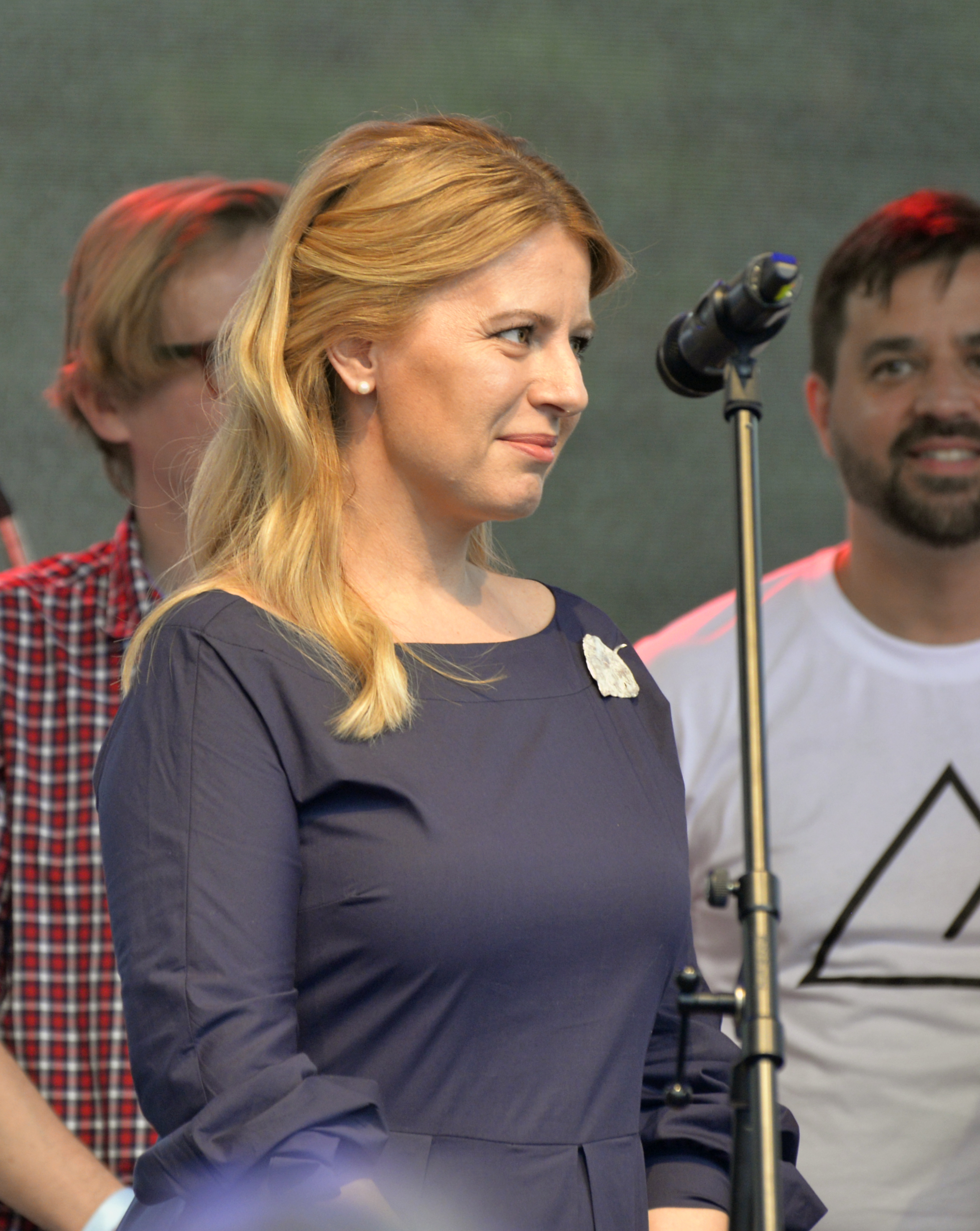
Zuzana Čaputová na koncercie Zuzana není sama doma podczas wizyty w Pradze

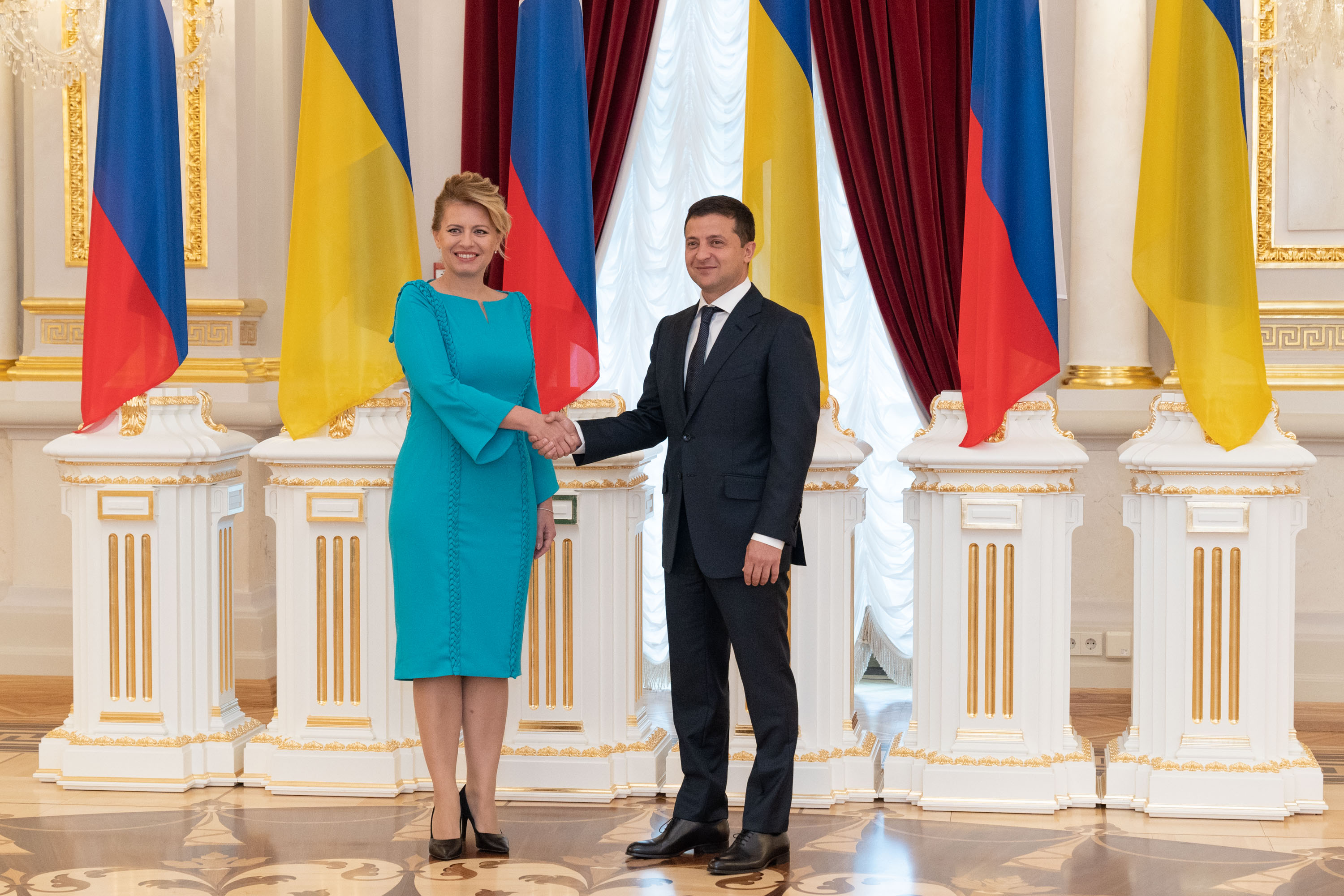
Zuzana Čaputová z prezydentem Ukrainy Wołodymyrem Zełenskim

W swoją pierwszą podróż zagraniczną, zgodnie z tradycją ustanowioną przez poprzednich prezydentów Słowacji, Zuzana Čaputová udała się do Czech. Odbyła m.in. spotkanie z prezydentem Milošem Zemanem, a także z przedstawicielami czeskiego parlamentu. Oficjalny program zakończył się koncertem Zuzana není sama doma z udziałem czeskich i słowackich muzyków.

#### Relacje z rządem
W sierpniu 2019 doszło do sporu między prezydent a koalicją rządzącą skupioną wokół centrolewicowej partii SMER. W komunikacie prasowym wyraziła wsparcie dla śledczych prowadzących postępowanie w sprawie zabójstwa Jána Kuciaka i Martiny Kušnírovej, krytykując jednocześnie działania polityczne w tej sprawie. W szczególności domagała się dymisji Moniki Jankovskiej, sekretarz stanu w resorcie sprawiedliwości. Prezydent wsparły ugrupowania opozycyjne, natomiast premier oczekiwania te uznał za przedwczesne, sugerując jednak, że sekretarz stanu powinna rozważyć swoją dalszą pracę na tym stanowisku.
W marcu 2020, po zwycięstwie centroprawicowej koalicji w wyborach parlamentarnych, dokonała zaprzysiężenia nowego premiera Igora Matoviča oraz członków jego rządu. Uroczystość odbyła się w szczególnych warunkach wynikających z panującej pandemii COVID-19.
W marcu 2021 w okresie kryzysu w koalicji wezwała premiera do złożenia dymisji. 1 kwietnia tegoż roku dokonała zaprzysiężenia członków nowego gabinetu Eduarda Hegera. 15 maja 2023 w okresie kryzysu politycznego powołała natomiast techniczny rząd Ľudovíta Ódora. 25 października 2023, kilka tygodni po przedterminowych wyborach do Rady Narodowej, mianowała członków nowego gabinetu Roberta Ficy. Wcześniej zablokowała nominację Rudolfa Huliaka na ministra środowiska, motywując to m.in. zaprzeczaniem przez niego globalnemu ociepleniu.

#### Pozostała aktywność
Zuzana Čaputová zadeklarowała, że nie weźmie udziału w paradzie równości, a także nie będzie uczestniczyła w marszu Hrdí na rodinu zorganizowanym przez środowiska katolickie. Wzięła natomiast w lipcu 2019 udział jednym z wydarzeń towarzyszących, tj. w przedstawieniu Príbeh geja, príbeh lesby.
W kwietniu 2020 prezydent poprzez warunkowe zawieszenie wykonania kary ułaskawiła Dávida Bakę, który w wieku 17 lat zabił w afekcie swojego ojca, znęcającego się nad nim i jego matką. Za ten czyn Dávid Bako został w postępowaniu karnym skazany na karę 2 lat pozbawienia wolności.
W czerwcu 2023 ogłosiła, że w wyborach prezydenckich planowanych na 2024 nie będzie ubiegała się o reelekcję, co motywowała względami osobistymi i rodzinnymi. Urząd prezydenta sprawowała do 15 czerwca 2024.

## Życie prywatne
Jej mężem był Ivan Čaputa; małżonkowie rozwiedli się w 2018. Z tego związku ma dwie córki: Leę (ur. 2001) i Emmę (ur. 2004). Po rozwodzie jej partnerem był muzyk, fotograf i autor tekstów Peter Konečny. W 2020 potwierdziła, że jej nowym partnerem został Juraj Rizman, który pracował w biurze prezydenta, jednakże opuścił je z powodu związku z Zuzaną Čaputovą.

## Odznaczenia i wyróżnienia
Otrzymane z urzędu (2019)
- Order Andreja Hlinki I klasy
- Order Ľudovíta Štúra I klasy
- Krzyż Milana Rastislava Štefánika I klasy
- Krzyż Pribiny I klasy

Zagraniczne
- Krzyż Wielki Orderu Zbawiciela (Grecja, 2022)[89]
- Krzyż Wielki Orderu Lwa Niderlandzkiego (Holandia, 2023)[90]
- Order Orła Białego (Polska, 2024)[91][92]
- Order Księcia Jarosława Mądrego I klasy (Ukraina, 2024)[93]
- Order Lwa Białego I klasy (Czechy, 2024, odmiana cywilna)[94]

Nagrody i wyróżnienia
- 2016 – Nagroda Goldmanów za działania związane z zamknięciem składowiska odpadów w Pezinoku[6]
- 2019 – tytuł „European Personality of the Year” w ramach European Leadership Awards, przyznawany europejskim liderom za wybitne osiągnięcia w dziedzinie polityki, handlu i innowacji[95][96]
- 2019 – tytuł ambasadora środowiska 2019, przyznawany przez słowackie organizacje ekologiczne[97][98]
- 2019 – Europapreis für politische Kultur[99][100]
- 2019 – Tree of Peace Memorial Plaque, wyróżnienie przyznawane przez stowarzyszenie Servare et Manere[101]